# Nora Cortiñas
Nora Morales de Cortiñas, née le 22 mars 1930 à Buenos Aires et morte le 30 mai 2024, mieux connue sous le nom de Nora (ou « Norita ») Cortiñas, est une psychologue sociale, militante et défenseure des droits de l'homme argentine. Elle est cofondatrice des Mères de la place de Mai et plus tard des « Mères de la Place de Mai Línea Fundadora ».

## Biographie
Nora Irma Cortiñas naît en 1930 à Buenos Aires. Elle se marie à 19 ans avec Carlos Cortiñas, le couple a deux enfants, Carlos Gustavo et Marcelo. Elle est nommée professeure honorifique et titulaire, à la faculté des sciences économiques de l'université de Buenos Aires, à partir de 1998, de la chaire « Pouvoir économique et droits de l'homme ».

## Engagement politique et social en Argentine
Son fils, Gustavo Cortiñas, est membre du Parti Justicialiste et de l'organisation péroniste Montoneros du quartier Villa 31 de Buenos Aires. Il est arrêté et disparaît à Castelar, province de Buenos Aires, le 15 avril 1977, alors qu'il travaille au ministère argentin de l'Économie (en), après avoir préalablement transité par l'Institut national de statistique et de recensement d'Argentine et par la Commission nationale des valeurs mobilières, par des membres des Forces armées.

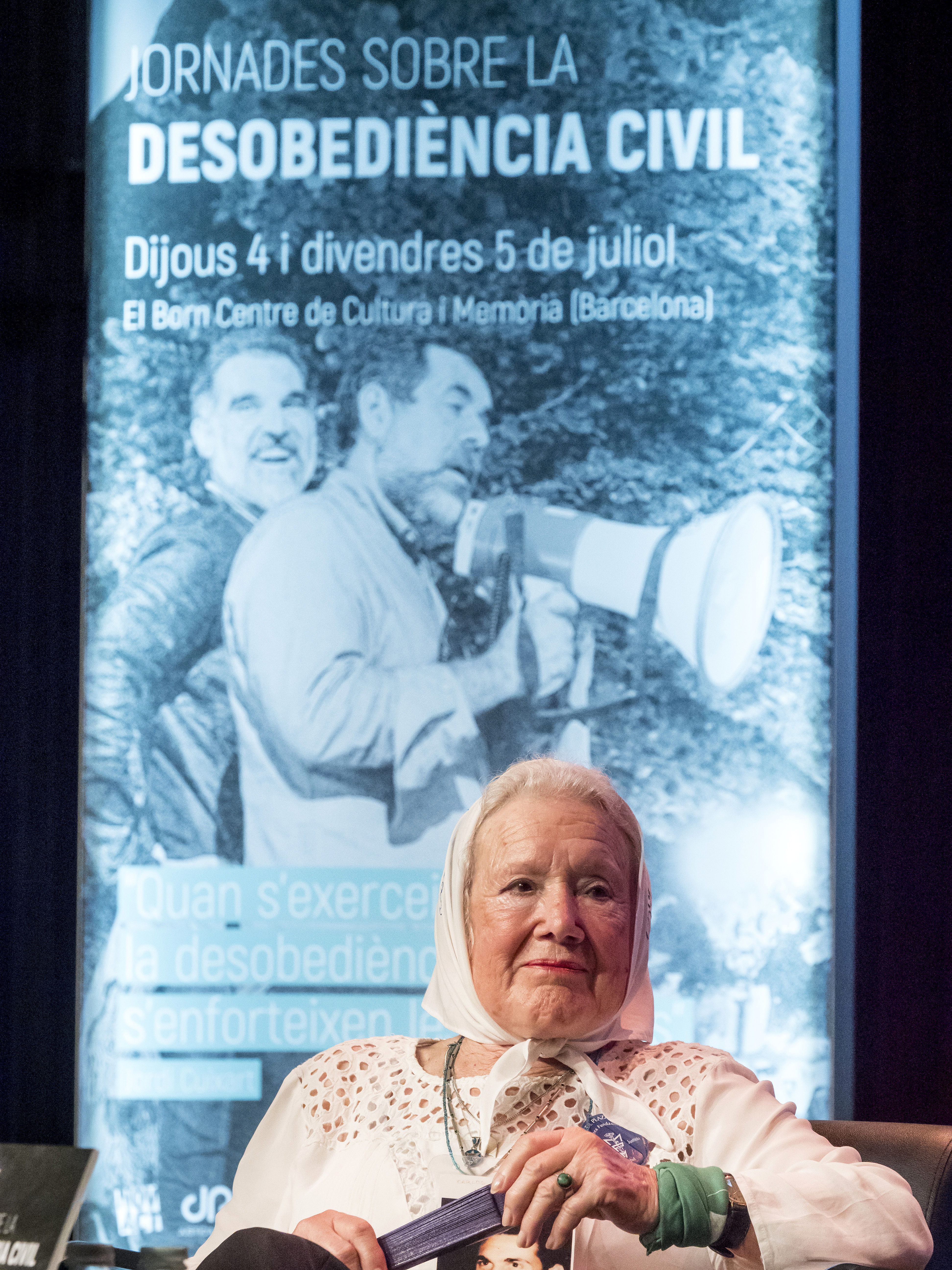
Nora Cortiñas aux Jornades sobre Desobediència Civil (Conférence sur la désobéissance civile) à Barcelone (Espagne) en 2019.

Depuis 1977, Nora Cortiñas fait partie de la Madres de Plaza de Mayo Línea Fundadora, qui exige que les autorités punissent les coupables des enlèvements, de la torture et des disparitions forcées d'environ 30 000 personnes pendant la dictature militaire de 1976 à 1983. Elle parcourt tous les continents pour appeler à la solidarité avec les familles des disparus et au châtiment des coupables de crimes contre l'humanité dans leur pays. En tant que professeure d'université, elle réalise des analyses et des études sur la relation entre la dictature militaire, la dette extérieure et la crise économique en Argentine.
Nora Cortiñas montre son soutien à la cause de l'avortement légal, en étant oratrice lors de la marche Ni una menos le 4 juin 2018, en sa faveur.
Nora Cortiñas meurt à Buenos Aires le 30 mai 2024 à l'âge de 94 ans,.

## Prix et distinctions
- 2000 : docteure honoris causa, université libre de Bruxelles, Belgique[8]
- 2004 : docteure honoris causa, université nationale de Salta (en) [9]
- 2012 : docteure honoris causa, université de Buenos Aires[10]
- 2019 : docteure honoris causa, Université Nationale d'Entre Ríos (en) [11]
- 2019 : prix des Droits de l'Homme de l'Association espagnole des droits de l'Homme, partagé avec Victoire Ingabire Umuhoza[12].